# Juan Ferreri
Juan Francisco Ferreri Samuel (Florida, 30 de julio de 1970) es un exfutbolista uruguayo. Jugaba de mediocampista y militó en diversos clubes de Uruguay, Chile, China y Escocia.

## Clubes
| Club                      | País    | Año       |
| ------------------------- | ------- | --------- |
| Defensor Sporting         | Uruguay | 1991-1994 |
| Dundee United             | Escocia | 1995      |
| Defensor Sporting         | Uruguay | 1996      |
| Deportes Iquique          | Chile   | 1997      |
| Defensor Sporting         | Uruguay | 1998      |
| Wuhan Guanggu             | China   | 1999      |
| Tianjin Teda              | China   | 2000      |
| Sichuan Guancheng         | China   | 2000      |
| River Plate de Montevideo | Uruguay | 2001      |
| Defensor Sporting         | Uruguay | 2002      |
| Villa Española            | Uruguay | 2003      |
| River Plate de Montevideo | Uruguay | 2003-2004 |
| Sud América               | Uruguay | 2005      |
| Rampla Juniors            | Uruguay | 2005      |
| Bella Vista               | Uruguay | 2006-2007 |
| Rampla Juniors            | Uruguay | 2007      |
| Bella Vista               | Uruguay | 2008      |
| Central Español           | Uruguay | 2008      |
| Atenas de San Carlos      | Uruguay | 2009      |